# Аташева, Пера Моисеевна
Пера Моисеевна Аташева, наст. имя и фамилия – Перл Моисеевна Фогельман (18 ноября 1900, Москва — 24 сентября 1965, Москва) — советская журналистка, переводчица, редактор, режиссёр, сценарист, киновед, кинокритик.

## Биография
Родилась 18 ноября 1900 года в Москве.
В 1924 году окончила театральную школу. Под псевдонимом Атташева (тогда ещё с двумя «т») публиковалась в журналах «Экран Кино-газеты» (1925), «Советский экран» (1925—1929), «Кино и культура» (1930), «Пролетарское кино» (1931—1932). Писала статьи и репортажи, переводила и реферировала различные зарубежные материалы, в том числе посвященные техническим вопросам кинематографа.
В 1928—1929 годах посещала инструкторско-исследовательскую мастерскую, которую Сергей Эйзенштейн открыл в Госкинотехникуме (будущем ВГИКе). Получила от Эйзенштейна прозвище «Перикл», стала его другом и доверенным лицом. Перед отъездом за границу Эйзенштейн поручил ей присматривать за его комнатой в доме на Чистопрудном бульваре.
В 1931—1932 годах работала научным сотрудником Государственной академии искусствознания. В 1931 году совместно с Хансом Рихтером написала сценарий фильма «Металл» о забастовке немецких металлургов, который был принят к постановке на студии «Межрабпомфильм», но так и не состоялся. После возвращения Эйзенштейна в СССР работала с ним над замыслом эксцентрической комедии «МММ» (1932—1933).
27 октября 1934 года заключила с Эйзенштейном брак. Работала его ассистентом во ВГИКе и на фильме «Бежин луг». Совместно с Шамилем Ахушковым была составителем сборника «Броненосец „Потемкин“», издание которого несколько раз откладывалось и при жизни режиссёра не осуществилось. В своих воспоминаниях Лина Войтоловская так описала взаимоотношения Аташевой и Эйзенштейна:

По взаимному уговору с самых первых дней их супружества они не жили вместе; они никогда, не говорили друг другу «ты»; редко появлялись рядом в общественных местах. Квартира Сергея Михайловича на Потылихе, близ студии «Мосфильм», и тесная, полутемная квартирка Перы Моисеевны на Гоголевском бульваре одинаково были домами Эйзенштейна, как и Перы Моисеевны.
Это описание дополняют воспоминания Юдифи Глизер:

На поверку Пера оказалась верным, преданным, самоотверженным другом. Однажды Эйзен подхватил нечто вроде чёрной оспы. (…) Мы его навещали, но видеть могли только через стекло и разговаривали друг с другом, как глухонемые. А Пера добилась, чтобы её пустили к нему, в клетку, и самоотверженно ухаживала за ним.
Пера Аташева работала также ассистентом режиссёра на фильмах Александра Птушко «Новый Гулливер» (1935) и «Золотой ключик» (1939).
В 1941 году была ассистентом на фильме-сказке «Волшебное зерно», поставленном любимым учеником Эйзенштейна Валентином Кадочниковым вместе с сокурсником Фёдором Филипповым. В начале Великой Отечественной войны работала ассистентом на документальном фильме Эсфири Шуб «Лицо врага», смонтировала новеллу «Лондон не сдастся», вошедшую в «Боевой киносборник № 5». В 1942 году в Алма-Ате совместно с Валентином Кадочниковым написала сценарий «Сказание о Козы-Корпеш и Баян-Слу». Однако постановка не состоялась из-за смерти режиссёра от скоротечной пневмонии, которой он заболел на заготовках саксаула.
В апреле 1942 года Пера Аташева была вызвана из Алма-Аты в распоряжение Комитета по делам кинематографии. Вернувшись в Москву, она работала в «Союзинторгкино», сопровождала съёмочную группу британских документалистов, смонтировала короткометражный документальный фильм «Наша союзница Америка», участвовала в подготовке русского варианта фильма Александра Корда «Леди Гамильтон». В 1943 году совместно с Ильей Копалиным подготовила русский вариант фильма Майкла Кёртиса «Миссия в Москву». С 25 сентября 1943 года — режиссёр 2-й категории экспортного отдела Центральной студии кинохроники (с 1944 года — ЦСДФ) в порядке перевода из «Союзинторгкино». Работала над русским вариантом британского фильма «В котором мы служим». В 1945 году совместно с Ильей Копалиным поставила документальный фильм «Освобождённая Чехословакия».
11 февраля 1948 года, в день смерти Сергея Эйзенштейна, организовала киносъёмку в его квартире. Эти кадры вошли в поставленный ей совместно с Сергеем Юткевичем документальный фильм «Памяти С. М. Эйзенштейна».
В июле 1948 года в ходе кампании по борьбе с космополитизмом уволена со студии ЦСДФ под предлогом сокращения штата. Её фильм «Колхозник-учёный» об агрономе-селекционере Терентии Мальцеве был закрыт.
Несмотря на слабеющее зрение, посвятила себя архиву Сергея Эйзенштейна. С 1950 года по мере разборки документов стала передавать материалы в ЦГАЛИ. По её инициативе началась работа над первым в СССР сборником статей Эйзенштейна, изданном в 1956 году.
В 1957 году стала консультантом документального фильма «Сергей Эйзенштейн» Василия Катаняна, который в своих воспоминаниях писал:

Русская культура обязана ей сохранением двух архивов — Мейерхольда и Эйзенштейна. Мейерхольдовский архив после его ареста спас Сергей Михайлович — часть он перемешал со своими бумагами, часть спрятал в стене на даче. Разбирая архив Эйзенштейна, Пера одновременно отбирала и систематизировала архив Всеволода Эмильевича. Теперь он в РГАЛИ.
Пера Аташева была членом редколлегии и составителем собрания сочинений Эйзенштейна в шести томах, изданных в период c 1964 по 1971 год.
Умерла 24 сентября 1965 года в Москве.
Всё имущество Эйзенштейна — его гигантский архив рукописей и рисунков, его уникальную библиотеку, мебель, предметы искусства и быта Пера Аташева завещала государству для организации музея. Правление Союза кинематографистов СССР, взявшее на себя ответственность за исполнение завещания, организовало в её квартире на Смоленской улице Научно-мемориальный кабинет Эйзенштейна — как первую ячейку будущего Музея кино.

### Семья
- Отец — Моисей Маркович Фогельман
- Мать — Вера Юльевна Фогельман
- Брат — Юлий Моисеевич Фогельман (1905—1970), советский кинооператор, режиссёр.
- Сестра — Зинаида Моисеевна Воинова. Выйдя замуж за американца, проживала в США.
- Муж — Сергей Михайлович Эйзенштейн (1898—1948), детей у них не было.

## Фильмография

### Режиссёр
- 1941 — Лондон не сдастся! (новелла Боевого киносборника № 5)
- 1942 — Наша союзница Америка (документальный)
- 1945 — Колхоз «Красный Октябрь» (документальный)
- 1945 — К пребыванию Э. Бенеша в Москве (спецвыпуск)
- 1945 — Освобождённая Чехословакия (документальный, совместно с Ильей Копалиным)
- 1948 — Памяти С. М. Эйзенштейна (документальный, совместно с Сергеем Юткевичем)
- 1948 — Колхозник-учёный (документальный, на экраны не вышел)

### Ассистент режиссёра
- 1935 – Новый Гулливер
- 1935 – Бежин луг
- 1939 – Золотой ключик
- 1939 – Волшебное зерно
- 1941 – Лицо врага (Фашизм будет разбит)

### Сценарист
- 1933 — Металл (СССР-Германия, незавершённый, совместно с Хансом Рихтером)

### Редактор
- 1942 — Наша союзница Америка

### Консультант
- 1958 — Сергей Эйзенштейн (режиссёр Василий Катанян)